# Ferdinand Ferber
Louis Ferdinand Ferber, né à Lyon le 8 février 1862 et mort accidentellement à Beuvrequen près de Boulogne-sur-Mer le 22 septembre 1909, est un pionnier de l'aviation française, observateur, expérimentateur et auteur de publications sur les débuts de l'aviation.

## Biographie

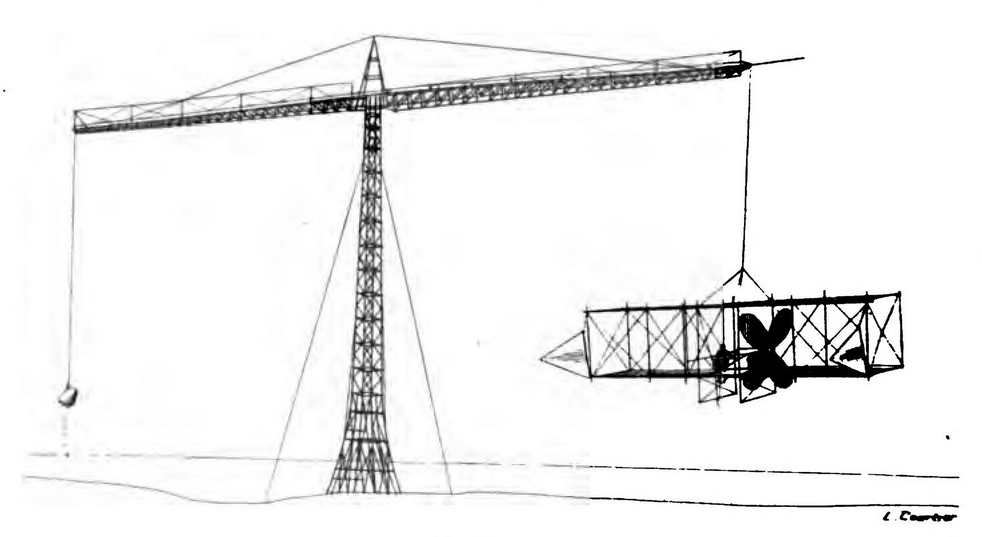
L'Aérodrome de F. Ferber.

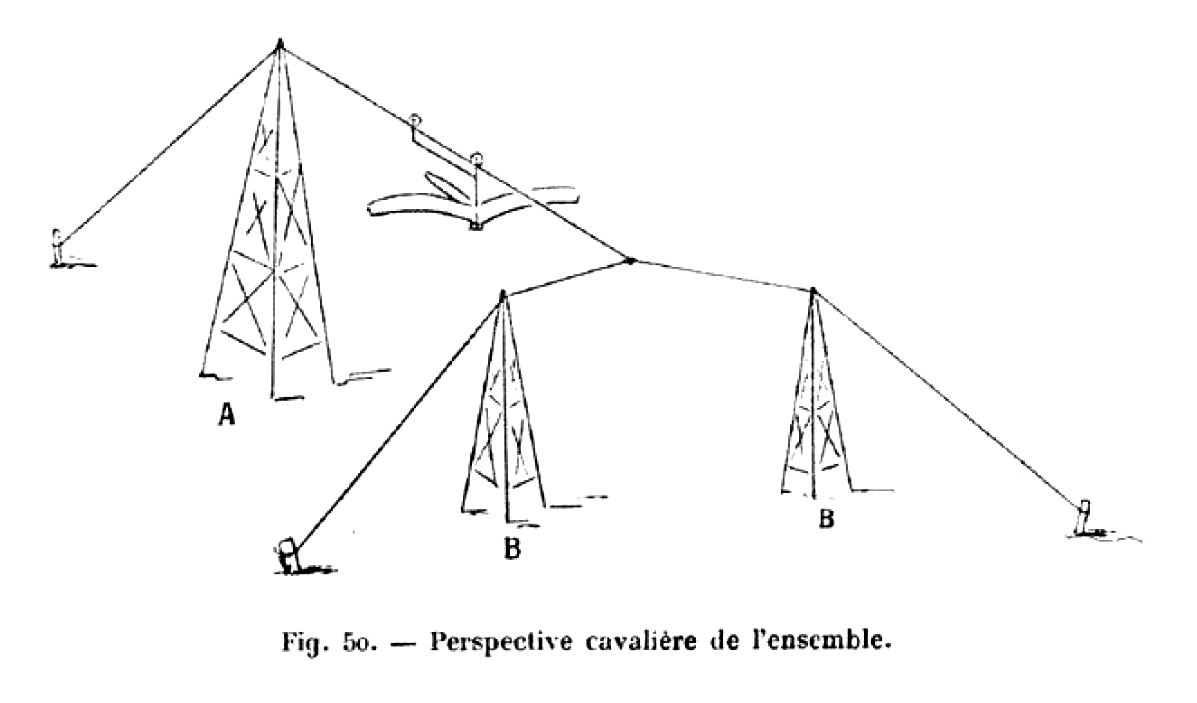
Nouvel aérodrome de Ferber.

Un lancement à partir de l'Aérodrome.

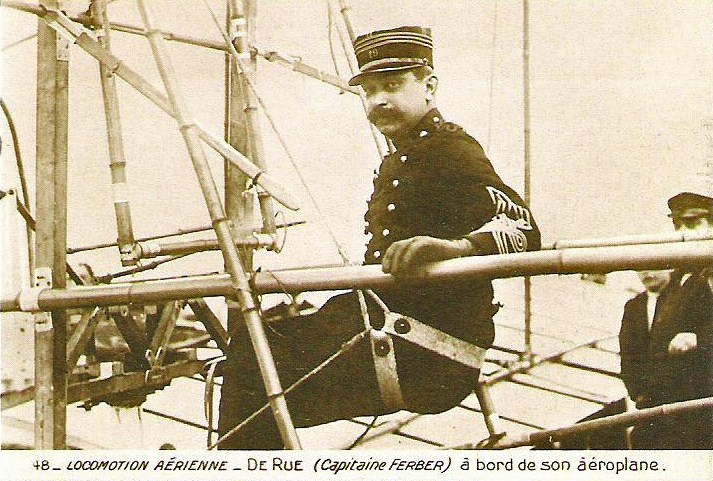
Le Capitaine Ferber à bord de son aéroplane.

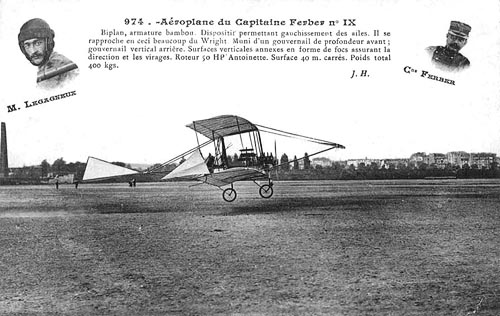
Aéroplane Ferber no 9.

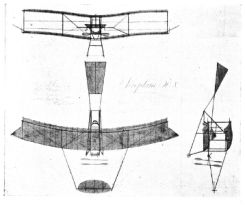
Plan et élévation des aéroplanes no 8 et no 9.

Après des débuts scolaires d'honnête cancre,,, il entre à Polytechnique. Polytechnicien à vingt ans, il fut officier d'artillerie, arme qui était chargée du développement de l'aéronautique militaire. Capitaine en 1893, il est nommé professeur à l'école d'application de l'artillerie et du génie en 1897, puis il est détaché en 1904 au laboratoire central des recherches relatives à l'Aérostation militaire à Chalais-Meudon.

### Découverte du «plus lourd que l'air»
Ayant découvert en 1898 les expérimentations de vol de Lilienthal, il étudia à Meudon l'aérodynamique appliquée au vol mécanique.
Contacté par Ferber en 1901, Octave Chanute, qui avait conseillé les frères Wright sur l'aérodynamique des plus lourds que l'air, lui prodigua des conseils similaires. En contact par la suite avec les frères Wright, Ferber fut le premier à chercher à les faire connaître en France, à une époque où l'annonce des vols réussis de leurs Flyers, de 1903 à 1905, ne soulevait que l'incrédulité.

### Réalisations
Malgré des tentatives de vol sur plusieurs planeurs de sa réalisation qui furent d'abord des échecs, il persista dans ses essais.
Tenant compte des indications de Chanute, il construisit un cinquième appareil biplan pesant 50 kg pour une envergure de 9,50 m et 33 m2 de surface. Au premier essai à Beuil (Alpes-Maritimes) en 1902, il parcourut 25 mètres puis 50 au deuxième. Les vols se succédèrent ensuite mais il pressentit la nécessité d'un moteur pour voler plus loin.

Pour pallier le manque de puissance des moteurs dont il pouvait disposer, il mit au point un manège de 18 m de hauteur et 30 m de diamètre qu'il appela aérodrome, lequel donnait à ses aéroplanes une trajectoire circulaire, malheureusement très sensible au vent météo (image ci-dessous à droite).
Il construit alors un aérodrome d'un autre genre (à câbles) permettant de lancer, par gravité, ses planeurs (image et animation ci-dessous à gauche).
Le 27 mai 1905 il effectue à Chalais-Meudon le premier vol motorisé en France avec son aéroplane no 6. Trouvant cet engin sous motorisé, il commande alors, sur plan, à Léon Levavasseur un moteur de 24 ch ne devant pas dépasser 100 kg pour équiper son aéroplane no 8. Ce moteur devait entraîner deux hélices coaxiales, contra-rotatives, ce qui permettait d’éliminer le couple de renversement.
Fréquemment en butte à des difficultés pour organiser ses essais à une époque où seule l'aérostation avait un statut officiel, il demande son congé temporaire de l'armée pour se consacrer à l'aviation. Embauché par Levavasseur comme ingénieur, il mit au point une série de groupes propulseurs (moteurs et hélices) pour la société « Antoinette ».
Son aéroplane no 8 ayant été détruit faute de hangar par une tempête en novembre 1906, il devra attendre 1908 pour faire construire chez Antoinette son dernier aéroplane, le no 9, avec lequel il réalise quelques vols en juillet 1908 à Issy-les-Moulineaux, "avec une stabilité parfaite montrant ce qu'il aurait fait dès 1905".
L’Antoinette III, appelé à l’origine le Ferber IX ou l’avion Ferber no 9, était un des premiers avions expérimentaux pilotés en France. Il était basé sur la conception précédente de Ferdinand Ferber, le Ferber no 8, et était très différent des autres avions Antoinette. Il a été renommé lorsque Ferber est devenu un directeur de la société Antoinette.
Entre juillet et septembre 1908, Ferber a effectué une série de vols de plus en plus longs dans la machine, le plus long enregistré étant le 15 septembre quand il a couvert 9,65 km en neuf minutes.

### Accident
En septembre 1909, à Boulogne-sur-mer, où l'on avait dû annuler un meeting d'aviation trop hâtivement organisé mais où il avait accepté de donner quelques séances de démonstration, il fut victime d'un des premiers accidents d'avion. Au cours d'un roulage sur un sol inégal, l’aile gauche de son biplan Voisin toucha le sol, puis les roues vinrent se caler dans une rigole, provoquant le basculement de tout l'appareil. Ferber prit sur l'abdomen tout le poids du moteur. Il put se dégager lui-même, commentant l'accident d'un « c'est bête tout de même, un accident comme cela », mais perdit connaissance au bout d'un quart d'heure, avant de succomber à une hémorragie interne.
Il participait aux meetings sous le pseudonyme de « de Rue », sur l'origine duquel il semble s'être amusé à laisser planer le mystère. Sa famille possédait une propriété dans la ville de Rue, en Suisse. Il laissait une veuve, Marthe Ferber de Stoutz (1868-1952) future baronne de Dampierre, et un fils, Robert Ferber, qui s'illustra comme pilote pendant la Première Guerre mondiale et qui devint par la suite constructeur amateur dans le domaine aéronautique.

## Publications
Important pionnier de l'aviation mais peu connu, il est l'auteur de nombreuses publications décrivant et analysant les travaux des pionniers : Lilienthal, Chanute, les frères Wright :
- Les progrès de l'aviation par le vol plané[14], où il insiste sur le soin qu'avaient mis ces pionniers à contrôler la stabilité du vol plané avant de passer à la motorisation.
- L’aviation, ses débuts, son développement[15], cet ouvrage important contient nombre de réflexions visionnaires sur l'usage de l'aviation aussi bien dans ses applications civiles que militaires.

## Citations
L'ascension... est une fleur qui naît de la vitesse.
Concevoir une machine volante n'est rien; Fabriquer est peu; L'essayer est tout.
Cette citation, ainsi que sa traduction en d'autres langues, est souvent attribuée à Otto Lilienthal, car Ferber, par modestie l'avait attribuée à Lilienthal.
Pour Ferber ces "quelques mots résumaient dans ma pensée la seule méthode qui devait conduire au succès".

Une citation comparable, tirée du même ouvrage que la précédente, est plus longue : "... il résultait des expériences que la conception d'un aéroplane ne signifiait pas grand-chose, que sa construction valait déjà mieux... mais que tout cela enfin n'était rien si l'on ne possédait pas le moyen d'expérimenter et de recommencer l'expérience.".

## Distinctions et hommages
Chevalier de la Légion d'honneur en 1904.
Médaille d'or de l'aéronautique, hommage en 1909 de l'Académie des sciences « au capitaine Ferber, mort récemment victime de son dévouement à l'Aéronautique, qui fut en France un des premiers croyants en l'avenir des aéroplanes, et dont les travaux théoriques et expérimentaux resteront dans l'histoire de l'Aviation ».
Un monument à Nice à la mémoire du capitaine Ferber, non loin de l'aéroport. Il a été érigé sur l'initiative de l'Aéro-club de Nice et par souscription publique, et inauguré le 4 mai 1911. Ce monument, bien nettoyé et dégagé en 2018, après les travaux pour l'implantation de la ligne 2 du tramway de Nice, est situé sur un terre-plein entre la promenade des Anglais (à  la suite du no 333) et l'avenue de la Californie qui lui est parallèle. Ce monument est à l'origine du nom de Ferber donné à ce quartier (et à la station du tramway située à côté). Ferdinand Ferber avait fait à Nice ses premiers essais d’aviation, en 1900, à l'emplacement de l'actuel aéroport.
Un monument à Boulogne-sur-Mer à la mémoire du capitaine Ferber. Il a été inauguré sur le boulevard Sainte-Beuve  en juillet 1911. Sculpté par Paul Graff, il représente un globe terrestre d'où s'envole un aigle aux ailes étendues.
Une rue à Paris. L’arrêté du 10 février 1915, approuvé par le décret du 30 mars 1915, a donné le nom de rue du Capitaine-Ferber à une voie publique du 20e arrondissement de Paris (quartier Saint-Fargeau).
Un dirigeable militaire a porté le nom de "Capitaine Ferber". Il était stationné à partir de 1912 à Golbey (Vosges) sur le parc de la Louvroie.
Un avion Lioré et Olivier LeO-212 F-AIFD, mis en service à Air Union en 1926, est baptisé "Capitaine Ferber".
Un centre de vol à voile est créé en avril 1931 par la Société française de vol à voile à Plaisir-Grignon qu'elle baptise "Centre capitaine Ferber".
À Lyon, une plaque est posée sur sa maison natale le 18 novembre 1988. Il y a également un collège Ferber.
À Caluire-et-Cuire, plus précisément dans le quartier de Cuire-le-Bas, est inaugurée en mars 2012 une maison des associations, baptisée "maison Ferber", dans l'ancienne maison des grands-parents de Ferdinand Ferber. La rue où se trouve la maison portait déjà le nom de rue du Capitaine-Ferber.
Issy-les-Moulineaux, Le Mans, Lille, Saint-Étienne-du-Rouvray, Suresnes, Viry-Châtillon, Wimereux, ont également une rue du Capitaine-Ferber. Brest a une rue du Capitaine-Ferdinand-Ferber.

## Les planeurs «Ferber»
- Ferber I
- Ferber II
- Ferber III
- Ferber IV
- Ferber V

## Aéroplanes «Ferber»
- Ferber VI
- Ferber VII
- Ferber VIII
- Ferber IX (en)